# Cantó d'Albi-Nord-Est
Albi-Nord-Est és un cantó francès al districte d'Albi  (departament del Tarn, regió d'Occitània) i inclou quatre municipis: Albi (cap cantonal),  Artés, Lo Garric i L'Escura d'Albigés.

## Història
| Data d'elecció                           | Identitat        | Partit | Qualitat |
| ---------------------------------------- | ---------------- | ------ | -------- |
| 1979-                                    | Thierry Carcenac | PS     |          |
| les dades anteriors no són pas conegudes |                  |        |          |
|                                          |                  |        |          |

## Demografia
| 1962 | 1968 | 1975 | 1982 | 1990 | 1999   | 2006   |
| ---- | ---- | ---- | ---- | ---- | ------ | ------ |
|      |      |      |      |      | 11.725 | 12.205 |